# Biddy Mason
Biddy Mason, född 15 augusti 1818 i Hancock County i Georgia, död 15 januari 1891 i Los Angeles i Kalifornien, var en afroamerikansk sjuksköterska, fastighetsentreprenör och filantrop. Hon var en av grundarna av First African Methodist Episcopal Church i Los Angeles, Kalifornien.
Mason föddes som slav. Hon lärde sig medicin, barnomsorg och boskapsskötsel. En domstol i Kalifornien beviljade henne och hennes döttrar frihet 1856 i ett banbrytande domstolsbeslut.

## Eftermäle
Boken Biddy Mason Speaks Up handlar om Mason.
Mason är avbildad i en muralmålning av Bernard Zakheim på University of California i San Francisco. I Biddy Mason Park i Los Angeles finns installationen Biddy Mason's Place: A Passage of Time - en 25 meter lång betongvägg med inbäddade föremål som berättar historien om Masons liv.